# Castello di Cabanes
Il castello di Cabanes è una storica residenza situata nel comune di Rognes nel dipartimento delle Bocche del Rodano in Francia.
L'edificio è soggetto a un'iscrizione parziale a titolo di monumento storico dal 22 ottobre 1976.